# Витковский, Владимир Николаевич
Владимир Николаевич Витковский — советский государственный и политический деятель, председатель Калининградского областного исполнительного комитета.

## Биография
Родился в 1917 году. Член ВКП(б) с 1945 года.
С 1932 года — на хозяйственной и политической работе. В 1932—1983 гг. — на хозяйственной партийной работе в Зиновьевске и Семипалатинске, инженер строительства Николаевской, Киевской и Челябинской ГЭС, инструктор ЦК КПСС, заведующий Сектором Бюро ЦК КПСС по РСФСР, первый секретарь Фрунзенского райкома КПСС города Ленинграда, инспектор ЦК КПСС, председатель Исполнительного комитета Калининградского областного Совета.
Избирался депутатом Верховного Совета РСФСР 7-го, 8-го, 9-го, 10-го созывов.
Умер в 1993 году в Санкт-Петербурге.